# 向田邦子 イノセント
『向田邦子 イノセント』（むこうだくにこ イノセント）は、2012年3月24日から4月14日までWOWOWのドラマWで放送されたテレビドラマ。
「男女の愛」を題材にした向田邦子の短編4作を原作に、WOWOWシナリオ大賞や優秀賞を受賞した脚本家がリメイクしオリジナルストーリーとしたオムニバス作品。主演は寺島しのぶ、中越典子、貫地谷しほり、原田美枝子。

## 隣りの女

### あらすじ
主婦のサチ子がベランダで趣味のガーデニングを楽しんでいると、以前から親しくしていた隣人の峰子のうめき声が聞こえてくる。急いでベランダを乗り越えて駆けつけたサチ子は、さるぐつわをされ苦しむ峰子を見つけ、窓を割り、無理心中させられそうになっていた峰子を無事救い出す。峰子はギャラリーを営んでおり、マンションもパトロンに用意してもらい、更に若い日本画家の愛人までいた。夜勤も多い夫との平凡な2人暮らしに倦んでいたサチ子は、自由奔放に人生を楽しむ峰子を妬む気持ちが芽生え、彼女の愛人に近づいていく。

### キャスト
時沢 サチ子（ときざわ サチこ）
演 - 寺島しのぶ
主婦。ベランダでのガーデニングが趣味。麻田に「イヌサフラン」に例えられる。
麻田 博衛（あさだ ひろえ）
演 - 北村有起哉
性的な意味合いを持つ花をモチーフにした絵ばかりを描く日本画家。
時沢 集太郎（ときざわ しゅうたろう）
演 - 二階堂智
サチ子の夫。印刷会社勤務。
吉岡 峰子（よしおか みねこ）
演 - 坂井真紀
サチ子の隣人。美術ギャラリーを営む。風で飛ばされたサチ子のハンカチを拾ったことから親しくなる。

## きんぎょの夢

### あらすじ
夢だった小さなイタリアンレストランをオープンした砂子は、殿村という男と不倫関係にあった。彼は妻と離婚し砂子と一緒になると約束してくれていたが、妻にはまだ離婚を切り出せずにいた。ある日、夫に浮気された妹が砂子を頼ってくるが、「浮気される方が悪い」と言い切ってしまい、自身の不倫も見抜かれてしまう。砂子は殿村とワイナリーにワインの仕入れへ行き、ホテルに泊まろうとしていると、殿村の妻から「家が火事だ」という電話がホテルのフロントに入り、砂子は置き去りにされてしまう。見えない妻からの攻撃に動揺する砂子は、常連客から「味が変わった」と言われ更に落ち込む。間もなく、趣味で陶芸をしている殿村の妻から、個展でケータリングをして欲しいと依頼される。

### キャスト
砂子（すなこ）
演 - 中越典子
小さなイタリアンレストランのオーナー。殿村との結婚を夢見ている。
殿村（とのむら）
演 - 田中哲司
砂子の愛人。
砂子の妹
演 - 金子さやか
夫が派遣社員と浮気したことに怒り、姉を頼ってくる。
安井 芽衣（やすい めい）
演 - 松山愛里
砂子のレストランの従業員。
ワイナリーの主
演 - 徳井優
砂子がワインを仕入れに訪れたワイナリーの主人。「恋が叶う」ワインを薦める。
常連客
演 - 眞島秀和
レストランの常連客。
殿村 みつ子（とのむら みつこ）
演 - 富田靖子
殿村の妻。調査会社に依頼し、夫の浮気に気付いている。趣味で陶芸をしている。

## 三角波

### あらすじ
商船会社に勤める巻子は、会社の同僚・達夫との結婚を控えていた。ある夜、達夫と食事をした帰り道、同僚で達夫の学生時代の後輩でもある波多野と会い、結婚を報告する。後日、波多野の仕事に同行することになった巻子は、波を発生させる装置で三角波を初めて見る。波多野は、船をも沈ませてしまうこともあるという三角波を人にたとえた話をしながら、達夫との結婚を考え直した方がいいと忠告してくる。波多野の行動は次第にエスカレートしていき、巻子は戸惑いと恐怖を感じるが、結婚式を欠席した波多野が新居を訪ねてきた時、ようやくその行動の意味を知る。

### キャスト
森山 巻子（もりやま まきこ）
演 - 貫地谷しほり
商船会社に勤める。
波多野（はたの）
演 - 吉沢悠
巻子の同僚。達夫の学生時代の後輩で、テニスでダブルスを組んでいた。
巻子の同僚
演 - 江口のりこ
部長
演 - 木下ほうか
重本 達夫（しげもと たつお）
演 - 小沢征悦
巻子の同僚で婚約者（後に夫）。

## 愛という字

### あらすじ
息子が大学進学に伴い一人暮らしを始め、夫との2人暮らしとなった主婦の夕子は、倦怠感に満ちた刺激のない日々を過ごしていた。ある日、カフェで寛いでいた夕子はテーブルの上の携帯電話を持ち去られてしまう。相手を見失ってしまうが、持ち主だという新木から電話が入り、取り違えた電話を届けに指示された場所へ行くと、新木は病院で検査を受けている最中だった。翌日、携帯電話のお礼にとコンサートに招かれた夕子は、新木がデザイナーであることを知り、未知の職業に興味を持っていく。新木と次第に親しくなっていく夕子の日々は少しずつ彩りを取り戻していくが、新木の妻から検査結果次第で新木の今後を決めようと提案される。

### キャスト
早川 夕子（はやかわ ゆうこ）
演 - 原田美枝子
息子が巣立ち、夫との平凡な日々に退屈を感じている主婦。
新木（あらき）
演 - 村上淳
デザイナー。夕子の携帯電話と取り違えてしまい、病気の影に怯えながら夕子と親しくなっていく。
夕子の夫
演 - 光石研
サラリーマン。会社の同僚や部下への贈り物の買い物を度々夕子に頼む。
新木 晴美（あらき はるみ）
演 - 麻生祐未
新木の妻。

## スタッフ
- 原作 - 向田邦子
- 企画協力 - 向田和子、中津留誠、Bunko/ままや
- 脚本 - 三好晶子（第1話）、多和田久美（第2・3話）、林さとみ（第3話）、坂口理子（第4話）
- 音楽 - 周防義和
- 撮影 - 大塚亮（第1・4話）、西村博光（第2・3話）
- 照明 - 疋田ヨシタケ（第1・4話）、常谷良男（第2・3話）
- 美術 - 松本知恵（第1・4話）、愛甲悦子（第2・3話）
- 録音 - 鴇田満男（第1・4話）、甲斐匡（第2・3話）
- 編集 - 宮島竜冶（第1〜3話）、三條知生（第4話）
- 衣装 - 宮本茉莉（第1・4話）
- 料理指導 - 高城順子（第2話）
- 陶芸指導 - 小野田亜紀、平田昌子（第2話）
- 水泳指導 - 小川砂雪（第2話）
- テニス指導 - 森山貴樹（第3話）
- 協力 - 浅生博一
- ラインプロデューサー - 紀嘉久
- プロデューサー - 松永綾（全話）、城戸史朗（第1・4話）、有重陽一（第2・3話）
- 監督 - タナダユキ（第1話）、三原光尋（第2話）、小林聖太郎（第3話）、森淳一（第4話）
- テーマ曲 - 周防義和 「Out Of The Blue」
- 制作プロダクション - ジャンゴフィルム
- 制作協力 - 東宝映画（第1・4話）、日活（第2・3話）
- 製作著作 - WOWOW

## 放送日程
| 話数  | 放送日  | サブタイトル | 脚本                | 演出       |
| ----- | ------- | ------------ | ------------------- | ---------- |
| 第1話 | 3月24日 | 隣りの女     | 三好晶子            | タナダユキ |
| 第2話 | 3月31日 | きんぎょの夢 | 多和田久美          | 三原光尋   |
| 第3話 | 4月07日 | 三角波       | 多和田久美 林さとみ | 小林聖太郎 |
| 第4話 | 4月14日 | 愛という字   | 坂口理子            | 森淳一     |

## 関連作品
- 直木賞作家サスペンス『三角波』 - 1990年2月26日に放送された関西テレビ制作のテレビドラマ。主演：早見優。